# NGC 6327
NGC 6327 is een compact sterrenstelsel in het sterrenbeeld Hercules. Het hemelobject werd op 18 juli 1876 ontdekt door de Franse astronoom Édouard Jean-Marie Stephan.

## Synoniemen
- ZWG 225.74
- PGC 59889